# Stigmella galactacma
Stigmella galactacma là một loài bướm đêm thuộc họ Nepticulidae. Nó được miêu tả bởi Meyrick năm 1924. Nó được tìm thấy ở Nam Phi (Nó đã dược miêu tả ở Weenen in Natal, now KwaZulu-Natal).